# Codan (Versicherung)
Codan Forsikring A/S ist ein dänischer Versicherer. Das Unternehmen mit Hauptsitz in der Frederiksberg Kommune war zeitweise als Gruppe im skandinavischen und baltischen Raum aktiv, besteht heute aber nur noch aus dem in Dänemark tätigen Sachversicherungsgeschäftsbereich.

## Geschichte
Die Anfänge des Versicherungsgeschäft der 1916 von der Dansk Svovlsyre- og Superphosphatfabrik gegründeten Codan gehen auf den britischen Versicherer Phoenix Fire Assurance zurück. Der 1782 gegründete Versicherer expandierte bereits kurz nach seiner Gründung ins Ausland, 1805 entstand dabei die zunächst durch den britischen Konsul betriebene dänische Dependance. Nach mehr als fünfzig Jahren wurde sie auf das Handelshaus De Coninck und in den 1890er Jahren auf P. Søht & Co übertragen. 1940 fusionierte Codan mit der dänischen Phoenix-Gesellschaft, der britische Versicherer wurde in der Folge Hauptaktionär des Unternehmens. 1984 wechselte die Codan-Besitzerschaft als die Phoenix durch den britischen Versicherer Sun Alliance übernommen wurde, der später in der Royal & Sun Alliance bzw. nach Umbenennung RSA Insurance Group aufging. Anfang der 1990er Jahre wuchs die Codan-Gruppe unter anderem auch durch Zukäufe, 1991 wurde Fjerde Sø und 1993 die insolvente Hafnia Forsikring übernommen. 1999 expandierte das Unternehmen in Skandinavien und übernahm den schwedischen Sachversicherer Trygg-Hansa von der Skandinaviska Enskilda Banken (SEB), die im Gegenzug das Bankgeschäft von Codan übernahm. Später wurde das dänische Lebensversicherungsgeschäft ebenfalls an den Finanzdienstleistungskonzern SEB veräußert. 2006 erwarb Codan die norwegischen Versicherer White Label Insurance und Duborgh Skadeforsikring.
2007 erfolgte das Delisting Codans von der Börse Kopenhagens, nach einem Squeeze-out war das Unternehmen seit 2008 eine hundertprozentige Tochter der RSA Insurance Group. 2015 konzentrierte diese ihr Skandinaviengeschäft, so dass Codan und Trygg-Hansa in der Codan Trygg-Hansa gruppen zusammengeschlossen wurden. Im Zuge der im Herbst 2020 angestoßenen und 2021 erfolgten Übernahme der RSA-Gruppe durch den kanadischen Versicherungskonzern Intact Financial und die dänische Versicherungsgruppe Tryg Forsikring erhielt Letztere das in diesem Zusammenhang aufgespaltene und in jeweils eine schwedische, norwegische bzw. eine dänische Division unterteilte Skandinaviengeschäft. Die dänische Tochter setzte ihre Tätigkeit unter dem Namen Codan Forsikring fort. Im Sommer 2021 kaufte der dänische Versicherer Alm. Brand Codan von Tryg, die Übernahme soll nach Freigabe durch die involvierten Aufsichtsbehörden 2022 vollzogen werden.
Der Unternehmensname leitet sich von der lateinischen Bezeichnung „Codanus Sinus“ für die Ostsee ab. Der Unternehmenssitz ist seit 1967 das am Gammel Kongevej liegende Hochhaus Codanhus, das an der Grenze zu Kopenhagen steht.